# Luciano Cruz-Coke
Luciano Cruz-Coke Carvallo (Santiago, 1 de julio de 1970) es un político y actor chileno, miembro fundador del partido Evolución Política (Evópoli), del cual ejerció como vicepresidente entre 2019 y 2021. Se desempeñó como ministro presidente del Consejo Nacional de la Cultura y las Artes entre 2010 y 2013, durante el primer gobierno del presidente Sebastián Piñera. Luego, ejerció como diputado de la República en representación del distrito electoral n.º 10 de la Región Metropolitana de Santiago, por el periodo legislativo 2018-2022. Desde marzo de 2022, ejerce como senador representando a la Circunscripción 7 de la misma región, por el periodo 2022-2030.
Como diputado, fue miembro de la Comisión de Cultura y Comunicaciones, y de la Comisión de Constitución, Legislación, Justicia y Reglamento; manejando iniciativas legislativas como el límite a la reelección sucesiva de autoridades, la creación del nuevo Servicio de Protección de la Niñez, y diversos mecanismos habilitadores del plebiscito constitucional de 2020.
Ganó fama en Chile a partir de 1995, cuando debutó como actor en la teleserie Amor a domicilio. En la década de 1990 y 2000 tuvo diversos papeles protagónicos, como en Adrenalina (1996) y Fuera de control (1999). En 2001 protagonizó Amores de mercado, donde interpretó la escena más vista en la historia de la televisión chilena.

## Biografía

### Familia y estudios
Nació el 1 de julio de 1970 en la ciudad de Santiago, Chile. Hijo de Carlos Cruz-Coke Ossa, un abogado y docente universitario, y de Lucía Carvallo Arriagada. Es hermano de Carlos Cruz-Coke Carvallo, exconcejal de la comuna de Vitacura y candidato a diputado por el distrito n.º 30 (región Metropolitana) en las elecciones parlamentarias de 2013. También es sobrino nieto de Eduardo Cruz-Coke, senador conservador y candidato a la presidencia de Chile en 1946, y sobrino de Marta Cruz-Coke, directora de Dirección de Bibliotecas, Archivos y Museos (Dibam).
Realizó sus estudios primarios  en el Colegio de los Sagrados Corazones de Manquehue, del cual egresó en 1988. Una vez concluida su enseñanza media, estudió un tiempo derecho en la Universidad Finis Terrae, después cambió a la carrera de arquitectura y, finalmente, se decantó por la actuación. Obtuvo su formación en teatro en The Lee Strasberg Theatre Institute, Nueva York, Estados Unidos. al regresar a Chile, en 2007, obtuvo una licenciatura en cine documental de la Universidad Academia de Humanismo Cristiano, con el documental La Isla de los hombres solos. Tiene además, un diplomado en dramaturgia y guion de la Universidad Alberto Hurtado (UAH), y estudios de magíster en comunicación política en la Universidad de Chile.

### Vida privada
Está casado con Javiera García-Huidobro Aninat, galerista e hija de Isabel Aninat, y sobrina de Eduardo Aninat, exministro de estado chileno y funcionario del Fondo Monetario Internacional (FMI), con quien tiene cinco hijos. Sus primeros tres hijos, además del quinto son hombres. La cuarta hija nació con Síndrome de Down, hecho que la pareja descubrió al momento del nacimiento. En 2017 abordó este hecho en una entrevista en el medio CNN Chile, advocando por la integración de las personas con discapacidad intelectual y cognitiva en la sociedad, y el incentivo de prácticas de terapia ocupacional como la estimulación temprana. Cruz-Coke es católico, pero se ha declarado opositor a la intervención de la religión en las deliberaciones políticas.

## Carrera actoral
Llegó a la televisión tras ser descubierto por el director Ricardo Vicuña de Canal 13, al verlo realizar una presentación musical en un pub, donde lo invitó a realizar un casting para evaluar la posibilidad de integrarse al equipo de teleseries de la casa televisiva. Su primer rol fue en la telenovela El amor está de moda, de 1995, donde compartió labores con actores como Roberto Poblete, Fernando Kliche y Gloria Münchmeyer. Es en esta misma teleserie donde conoce a la actriz Aline Küppenheim, con quien sostiene una relación amorosa que duró cerca de cuatro años. En el segundo semestre de ese mismo año, actuó en Amor a domicilio, también de Canal 13, donde interpretó el rol protagónico.
Es en dicho canal donde realiza la mayoría de su carrera televisiva. En 1996 interpretó el papel protagónico de Andrés Betancourt en la telenovela Adrenalina, en 1998 a Julián Trosciani en Amándote, e interpretó uno de sus roles más icónicos en 1999 como Axel Schumacher en Fuera de control. Al año siguiente interpretó a Feliciano Calquín en Sabor a ti, pero el año siguiente migró a la señal de televisión pública Televisión Nacional de Chile, donde asumió el rol antagónico en Amores de mercado. Esta telenovela fue la más vista en la historia de la televisión chilena desde el año en que se mide la audiencia en el país, y también tiene la escena con el peak de sintonía más alto en la historia de la televisión chilena, escena protagonizada por Cruz-Coke junto al actor Álvaro Rudolphy.
Continuó su participación en el área dramática de TVN, específicamente en las teleseries Purasangre y Pecadores. En 2004 obtuvo el premio APES como mejor actor de reparto por su actuación en Destinos cruzados, después de la cual volvió a trabajar en el elenco de Canal 13. para las teleseries Gatas & Tuercas y Charly Tango. En 2007 realizó un papel como transexual en la teleserie Fortunato, adaptación realizada por Mega de la serie argentina Los Roldán.
Un año después protagonizó la película Se Arrienda, del escritor y director Alberto Fuguet, donde además también actúa Felipe Braun, con quien fundó (en 2000) el Teatro Lastarria 90, proyecto de teatro y cine que permitió a más de 200 compañías y directores de cine presentar sus creaciones, durante quince años en forma totalmente gratuita. Estuvo dirigido por Cruz-Coke, y en 2014 se transformó en un proyecto de desarrollo académico ejecutado en conjunto con el Instituto Profesional DuocUC de la Pontificia Universidad Católica de Chile. Su proyecto Lastarria 90, ganó el «Premio Avonni» a la innovación y marcó la renovación del barrio que hoy es un referente de desarrollo patrimonial en Chile.

## Carrera política

### Inicios

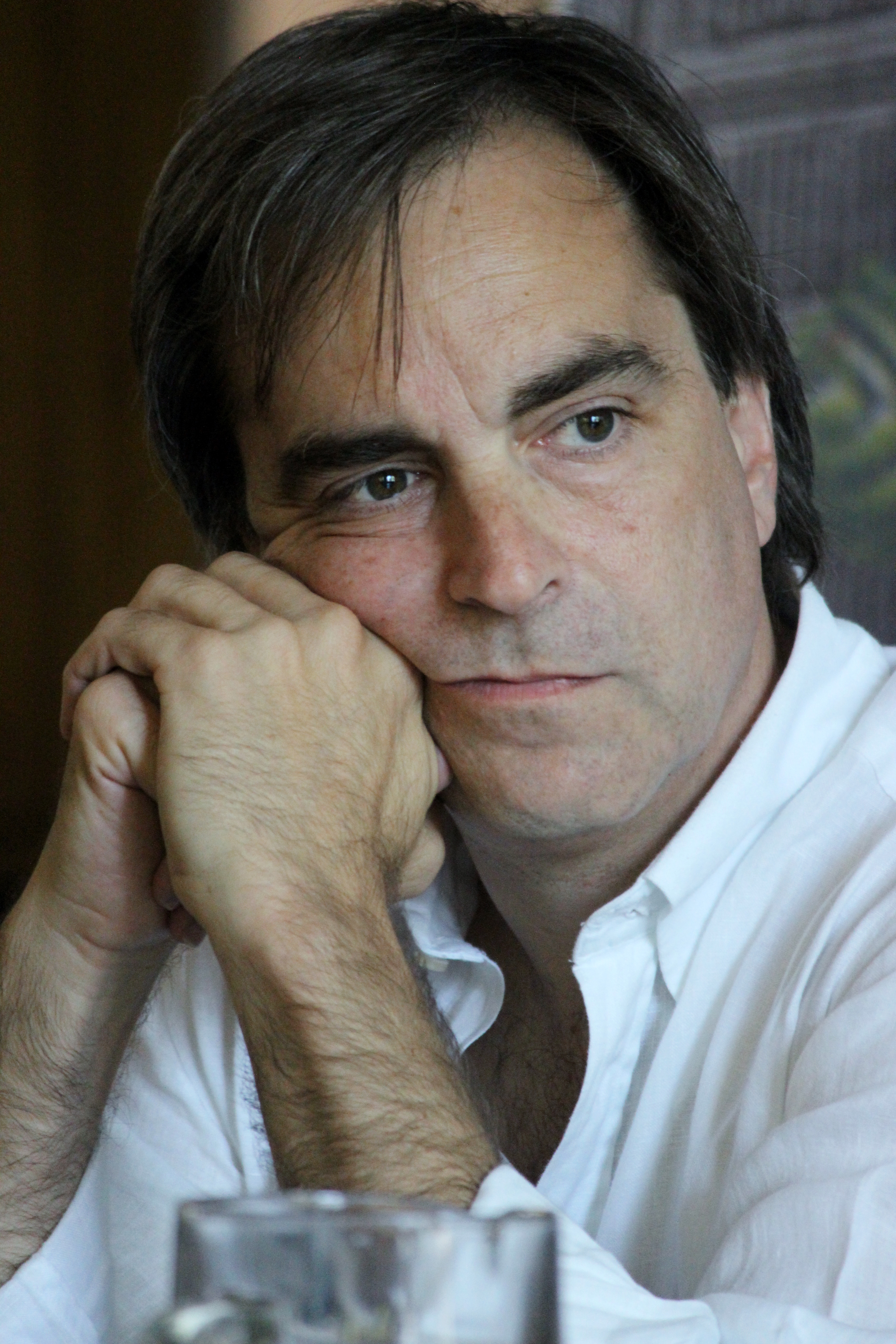
Cruz-Coke en la FILSA 2018.

Tuvo su primer rol político como coordinador de la comisión de cultura de los Grupos Tantauco, el equipo de profesionales que trabajaron en la elaboración del programa de gobierno de Sebastián Piñera.

### Ministro en la primera administración de Sebastián Piñera
El 9 de febrero de 2010, Piñera lo designó como ministro presidente del Consejo Nacional de la Cultura y las Artes, a contar del 11 de marzo del mismo año. Como ministro presidente del Consejo Nacional de la Cultura y las Artes, creó el Fondo de Patrimonio Cultural,  que permitió el reacondicionamiento de 120 edificios con valor patrimonial dañados luego del terremoto de febrero de 2010, desarrolló el Programa Red Cultura que impulsó la construcción de cinco Teatros Regionales y la implementación de 51 centros culturales en todo el país. El 23 de mayo de 2011, se transformó en el primer ministro en la historia de Chile en manifestar una postura favorable al matrimonio igualitario. En 2013 tramitó la Nueva Ley de Donaciones Culturales y digitalizó el sistema de fondos concursables de cultura, entre otras materias. También ingresó el proyecto de Ley que establece la creación de un Ministerio de Cultura, que culminó con la promulgación del Ministerio de las Culturas, las Artes y el Patrimonio en 2017.
Renunció al cargo el 6 de junio de 2013, para asumir el rol de jefe de campaña en la precandidatura presidencial de Andrés Allamand.

### Fundador de Evópoli y candidaturas parlamentarias
El 12 de diciembre de 2012 fundó junto a Felipe Kast, Harald Beyer y Juan Sebastián Montes, el movimiento político de centroderecha Evolución Política (Evópoli), que en su manifiesto fundacional se define como "Una nueva propuesta para un Chile más libertario, inclusivo y justo". Fue formalizado como partido político el 24 de julio de 2015.
A mediados de 2013 inscribió su candidatura senatorial por la región de Antofagasta, ocupando el cupo de Renovación Nacional como independiente. Sin embargo, el Partido Socialista impugnó ante el Tribunal Calificador de Elecciones (Tricel) su candidatura, ya que consideraba que le era aplicable la restricción impuesta a los ministros de Estado, que deben renunciar un año antes de ser candidatos parlamentarios. El 12 de septiembre el Tricel dejó sin efecto su candidatura.
En las elecciones parlamentarias de 2017 se presentó como candidato a diputado por el nuevo distrito 10, correspondiente a las comunas de La Granja, Macul, Ñuñoa, Providencia, San Joaquín y Santiago de la Región Metropolitana de Santiago, en representación de Evópoli. Fue elegido con 38 137 votos, correspondientes al 8,7 %. Asumió el 11 de marzo de 2018 y pasó a integrar las comisiones permanentes de Constitución, Legislación, Justicia y Reglamento; y de Cultura, Artes y Comunicaciones. Forma también, parte del Comité parlamentario de Evolución Política.
En enero de 2019, presentó el Proyecto de Ley 'Todos Capaces', con apoyo de todas las fuerzas políticas con representación parlamentaria. La iniciativa busca reconocer la Autonomía y Capacidad Jurídica de personas con discapacidad intelectual, junto con poner en práctica los acuerdos en materia de derechos humanos de personas con discapacidad intelectual y cognitiva ratificados por Chile en la Convención de Naciones Unidas de 2006.
En octubre de 2019, fue parte de las autoridades políticas que elaboraron el "Acuerdo por la Paz Social y la Nueva Constitución", el proceso institucional desarrollado transversalmente como respuesta a las masivas protestas de ese mes. En junio de 2020, anunció que votaría por la opción rechazo en el plebiscito acordado en la instancia mencionada.

## Filmografía

### Cine
- Bienvenida Casandra (1996) como el Padre Agustín.
- Dos hermanos: En un lugar de la noche (2000) como Simón.
- Gente decente (2004) como Andrés.
- Se arrienda (2005) como Gastón Fernández.
- Súper, todo Chile adentro (2009) como Gastón.
- ¿Cómo andamos por casa? (2018) como El jefe.
- Dulce familia (2019)
- 4 °C
- Vino con sabor a vodka

## Televisión
| Año  | Título               | Papel                             | Canal    |
| ---- | -------------------- | --------------------------------- | -------- |
| 1995 | El amor está de moda | Juan Pablo Sepúlveda              | Canal 13 |
| 1995 | Amor a domicilio     | Benjamín Smith                    | Canal 13 |
| 1996 | Adrenalina           | Andrés Betancourt                 | Canal 13 |
| 1998 | Amándote             | Julián Trosciani                  | Canal 13 |
| 1999 | Fuera de control     | Axel Schumacher                   | Canal 13 |
| 2000 | Sabor a ti           | Feliciano Calquín                 | Canal 13 |
| 2001 | Amores de mercado    | Ignacio Valdés                    | TVN      |
| 2002 | Purasangre           | Gabriel Callassis                 | TVN      |
| 2003 | Pecadores            | Ángelo Botero / Adriano Del Ponte | TVN      |
| 2004 | Destinos cruzados    | Mateo Goycolea                    | TVN      |
| 2005 | Gatas y tuercas      | Borja San Juan                    | Canal 13 |
| 2006 | Charly tango         | Álvaro Edwards                    | Canal 13 |
| 2007 | Fortunato            | Raúl Cuevas / Judith Méndez       | Mega     |

| Año       | Título                       | Papel           | Canal    |
| --------- | ---------------------------- | --------------- | -------- |
| 1996      | Vecinos puertas adentro      | Tato Bascuñán   | Canal 13 |
| 1996      | Amor a domicilio, la comedia | Benjamín Smith  | Canal 13 |
| 2005      | Los simuladores              | Alberto Bunster | Canal 13 |
| 2009-2010 | Una pareja dispareja         | Félix Vargas    | TVN      |

## Teatro
- Los vecinos de arriba de Cesc Gay dir. Alejandro Goic (2017)
- Moscas sobre el mármol de L. A. Heiremanns dir. Alejandro Castillo (2009)
- Gorda de Neil LaBute dir. Alejandro Castillo	(2009)
- Criminal de C. Daulte dir. Alejandro Goic (2007)
- Normal de A. Neilson. Junto a Héctor Noguera dir. Claudio Santana (2006)
- Homero/Iliada de Alessandro Baricco dir. Héctor Noguera (2008)
- Julio César de Shakespeare. dir. F. Albornoz (2005)
- Enigmas E. E:Schmitt dir. Willy Semler (2004)
- Asesinos de R. Achondo en Lastarria 90. Dir. Rodrigo Achondo. (2002)
- La señorita Julia de Strindberg en Teatro Municipal. Dir. Felipe Braun (2003)
- Fragmentos leídos por geólogos de N. Chaurette Dir. Felipe Braun. (2002)
- La indagación de Peter Weiss en Teatro UC- I. Goethe Dir. R. López, R. Griffero (2002)
- Largo viaje del día hacia la noche Eugene O'Neill Teatro UC Dir. Willy Semler (2001)
- Zoológico de cristal de Tennessee Williams, Teatro El Conventillo Dir. A. Cohen (2000)
- Dios ha muerto de M. A. De la Parra. Cía. La puerta Dir. Luis Ureta. (1999)
- Sostiene Pereira de Antonio Tabucchi ICTUS. Dir. Nissim Sharim. (1999)
- Three sisters de Antón Chéjov. Off-Broadway, Nueva York Dir. George Loros. (1999)

## Historial electoral

### Elecciones parlamentarias de 2017
- Elecciones parlamentarias de 2017, candidato a diputado por el distrito 10 (La Granja, Macul, Ñuñoa, Providencia, San Joaquín y Santiago)[36]

### Elecciones parlamentarias de 2021
- Elecciones parlamentarias de 2021, candidato a senador por la Circunscripción Senatorial 7, Región Metropolitana de Santiago